# Џон Чард
Џон Чард (енгл. John Rouse Merriott Chard, 1847–1897), британски официр који се истакао командовањем у бици код Рорковог прелаза (1879). Награђен Викторијиним крстом за храброст.

## Биографија
Мобилисан у британску војску 1868. као инжињеријски официр, у чину поручника. Током Англо-Зулу рата (1879) био је поручник у 5. чети Краљевске инжињерије, и као најстарији присутни официр преузео је команду у бици код Рорковог прелаза, за шта је награђен Викторијиним крстом и унапређен у чин мајора. После рата остао је у војној служби и достигао је чин потпуковника, иако више није учествовао ни у једном рату.

## Занимљивости
Џон Чард је протагониста филма Зулу из 1964. године. Глумио га је Стенли Бејкер, док је његовог заменика, Гонвила Брумхеда, глумио Мајкл Кејн.